# 丁搭烯
丁搭烯化学式为C6H4，是一种二环芳香性有机化合物，其分子式为C6H4，由二个四元环两两相并而成。